# 松平頼永
松平 頼永（まつだいら よりなが）は、江戸時代中期の大名。常陸国府中藩4代藩主。官位は従四位下・侍従、播磨守

## 略歴
正徳4年（1714年）11月27日、3代藩主・松平頼明の長男として誕生（表向きは正徳3年（1713年）生まれ）。母は林氏。任官叙位前は、通称に織部を称する。
享保18年（1733年）、父の死去により跡を継ぐ。しかし2年後の享保20年（1735年）8月25日に22歳（表向きは23歳）で死去した。嗣子がなく、跡を異母弟の頼幸が継いだ。

## 年表
※日付＝旧暦
- 1731年（享保16年）12月23日、従四位下掃部頭に叙任。
- 1733年（享保18年）10月、家督相続し、常陸府中藩（茨城県石岡市）主を継承する。 10月28日、播磨守に転任。 12月28日、侍従兼任。
- 1735年（享保20年）8月25日、卒去。法名は不退院正誉定嶽聚禅。諡号は源哀。墓所は茨城県常陸太田市の瑞龍山。

## 系譜
父母
- 松平頼明（父）
- 林氏 - 側室（母）

正室
- 菊姫 - 内藤義英の娘

養子
- 松平頼幸 - 実弟